# 非命 (墨家)
非命，墨家思想之一。墨子雖然主張天志、明鬼，但卻極力否定命運。墨子認為相信天志和明鬼可以向善戒惡，但相信命運卻會順從命運的安排，這會對民生構成威脅。

## 思想形成背景
墨子認為，國君都期望國家富強，人民眾多。然而他眼見國家未能富裕，人民寡少，於是他藉此提出因為支持宿命論的人太多。支持宿命論的人認為，命裡注定富則富；命裡注定貧則貧。因此導致人民不願工作。

## 三表論
隨後，墨子提出以三表法作驗證，包括：「從根本上考究、從來源上考究，從實際應用中考究。」這裡提出了一個判斷是非的標準，認為首先要有歷史的根據；其次以眾人耳目所聞見，可以實際證明的；最後要對國家百姓賦予實際的利益。
墨子又進一步闡述三表法，墨子認為一切事物都必須有根有據。我們不可依賴於「有人見到過、聽到過的就是有；沒人聽到過的就是沒有。」我們應該直接考察人們所見所聞的情況。
若有人堅持認為：「這是我從古至今就聽回來。」墨子則認為：「有誰不是聽回來呢？只是這些言論到底是以前的暴君傳下來，還是一些聖人流傳下來呢？這些都要考究的。當初那些傑出的人，人們都說是他靠自己努力得回來，而不是歸咎於命運。」

## 以聖王和暴君作喻，確立非命
墨子又再以禹、湯、周文王、周武王舉例。那時候這些聖王都以「飢者得食、寒者得衣、勞者得息、亂者得治」作為政綱。最後終於成功獲得天下人的讚譽，但這些不能歸因於他們命好，而是他們自己努力得回來。
墨子又再以桀、紂王、周幽王、周厲王這些舉例。反過來看，這些暴君都放縱自己的欲望，放縱自己邪淫，不顧政務，殘虐百姓，最後終於被人民推翻。他們從不說自己治理不力，而是說自己命中注定失去國家。

## 引典作證
墨子認為宿命論是一些暴君流傳下來的思想，認為妖言惑眾。而一些聖王、聖人就早以為此憂慮，寫在經典上。如《仲虺之告》：「我聞有夏，人矯天命，于下，帝式是增，用爽厥師。」意思即是從前夏桀假託天命，向人民發佈政令，結果全軍覆沒。又有《太誓》：「惡乎君子！天有顯德，其行甚章，為鑑不遠，在彼殷王。謂人有命，謂敬不可行，謂祭無益，謂暴無傷，上帝不常，九有以亡，上帝不順，祝降其喪，惟我有周，受之大帝。」意思即是紂王也是假託天命，說恭敬不可行，祭祀無益。結果商朝同樣被推翻。

## 重申宿命論的禍害
故此，墨子再三強調，宿命論容易招致亡國，若依此實行會懶於聽政、農夫會疏於耕種，婦女亦會懶於編織。若以此事奉鬼神，鬼神亦不會順從；以此治理百姓，百姓亦不會得到益處。故此墨子再勸喻國君不得接受宿命論，若有人談論必須加以指責，就說是暴君所流傳下來的思想。